# لوئیس هاوکینز
لوئیس لی هاوکینز (به انگلیسی: Lewis Lee Hawkins) (متولد ۸ اوت ۱۹۳۰ در شیکاگو، ایلینوی) سرهنگ آمریکایی و از معاونان اداره مستشاری ارتش ایران بود که در تاریخ ۲ ژوئن ۱۹۷۳ توسط عوامل سازمان مجاهدین خلق ایران در محله عباس‌آباد تهران به قتل رسید.

## ترور توسط مجاهدین خلق
به دنبال دستگیری‌های گسترده‌ای که از اسفند ماه ۱۳۵۱ تا اردیبهشت ۱۳۵۲ صورت گرفت و در پی فرار موفق تقی شهرام از زندان ساری، رهبر سازمان رضا رضایی تصمیم گرفت جو مایوس‌کننده و زیر ضربه را بشکند و با انجام یک عمل نظامی افکار عمومی را متوجه ادامه موجودیت فعال خویش کند. بدین منظور در تاریخ ۱۲ خرداد ۱۳۵۲ سرهنگ لوئیس هاوکینز، معاون اداره مستشاری ارتش  توسط دو تن از اعضای سازمان (احتمالاً علیرضا سپاسی آشتیانی و وحید افراخته) کشته شد.
ساعت شش و سی دقیقه بامداد روز شنبه ۱۲ خرداد ماه مستشار آمریکایی، که مطابق معمول از خانه خود واقع در کوچه سیمرغ (خیابان وزراء) خارج شد تا با اتومبیل مستشاری آمریکا به محل کار خود برود، در ۵۰ قدم پایین‌تر از خانه اش، دو مرد از خم کوچه رامونا بیرون آمدند و راه را بر او بستند و متعاقب آن، یکی از آن‌ها با رولوری که در دست داشت بر روی کلنل آتش گشود، سه گلوله ای که به طرف کلنل هاوکینز شلیک شد، دو تا به مغز و یکی به سینه او اصابت کرد.

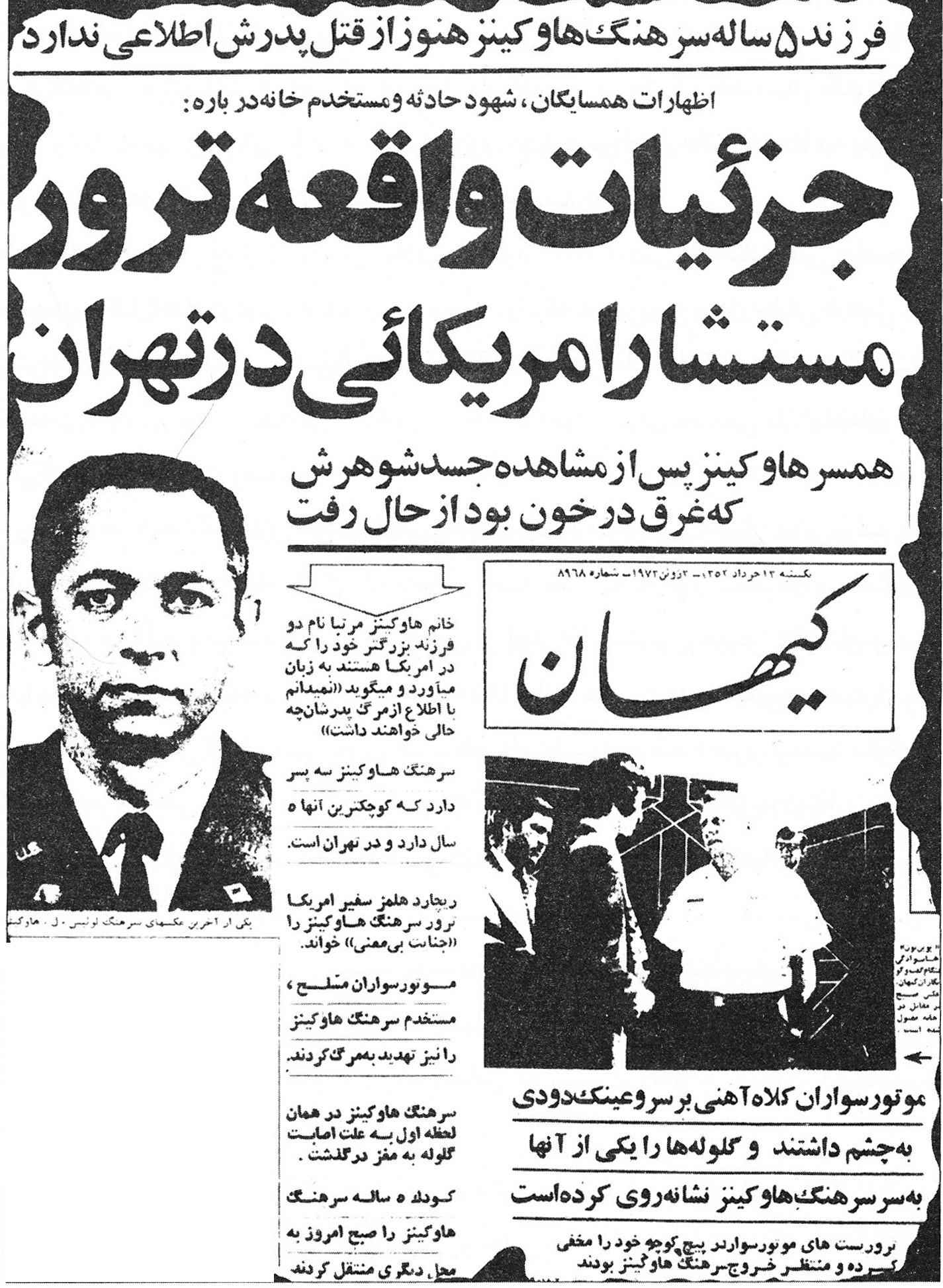
کیهان سوم ژوئن ۱۹۷۳

سه روز بعد یعنی در تاریخ ۱۵ خرداد ۱۳۵۲ اطلاعیه سیاسی - نظامی شماره ۱۶ سازمان تحت عنوان "اعدام مستشار آمریکایی" صادر شد. در قسمتی از اطلاعیه می‌خوانیم: 
" صبحگاه روز شنبه ۱۳ خرداد بخاطر پیمانی که در دفاع از حقوق ستمدیدگان با شما بسته بودیم، یکی دیگر از مهره‌های سیاه امپریالیسم تجاوزگر و دزد آمریکا در ایران، سرهنگ لوئیس هاوکینز، معاون اداره مستشاری آمریکا در ایران را اعدام کردیم "

## دستگیری و اعدام طراحان عملیات ترور
عملیات ترور مستشاران که انعکاس گسترده‌ای در داخل و خارج از ایران داشت، موجب افزایش تحرک و فعالیت فوق‌العاده ساواک و سایر نیروهای امنیتی و پلیس رژیم شاه شد. آن‌ها تلاش می‌کردند تا از تکرار این گونه اقدامات و تهدید امنیت مقامات و اتباع آمریکایی مقیم ایران جلوگیری شود. نکته مهم و بی‌سابقه در این عملیات، دستیابی سازمان به کیف‌های دستی دو مستشار مزبور بود که اسناد و مدارک بسیار با ارزشی در آن‌ها قرار داشت. با دستگیری وحید افراخته (مسوول عملیات و تسلیم‌کننده راننده مستشاران) و اعترافات وی نام دیگر اعضای تیم ترور شامل: سیدمحسن سیدخاموشی (راننده وانت و عامل ترور (شلیک) از سمت راست اتومبیل)؛ محمد طاهر رحیمی (عامل ترور (شلیک) از سمت چپ اتومبیل)؛ محسن بطحایی (مسوول راه‌بندان) و منیژه اشرف‌زاده کرمانی (علامت دهنده عملیات و مسوول مراقبت از صحنه) نیز مشخص گردید. سرانجام با دستگیری اعضای تیم ترور و تنی چند از دیگر اعضا در سوم بهمن ۱۳۵۴ وحید افراخته به همراه منیژه اشرف زاده کرمانی، محمد طاهر رحیمی، سید محسن خاموشی، محسن بطحایی، ساسان صمیمی بهبهانی، مرتضی لبافی نژاد، عبدالرضا منیری جاوید، مرتضی صمدیه لباف تیرباران شد.

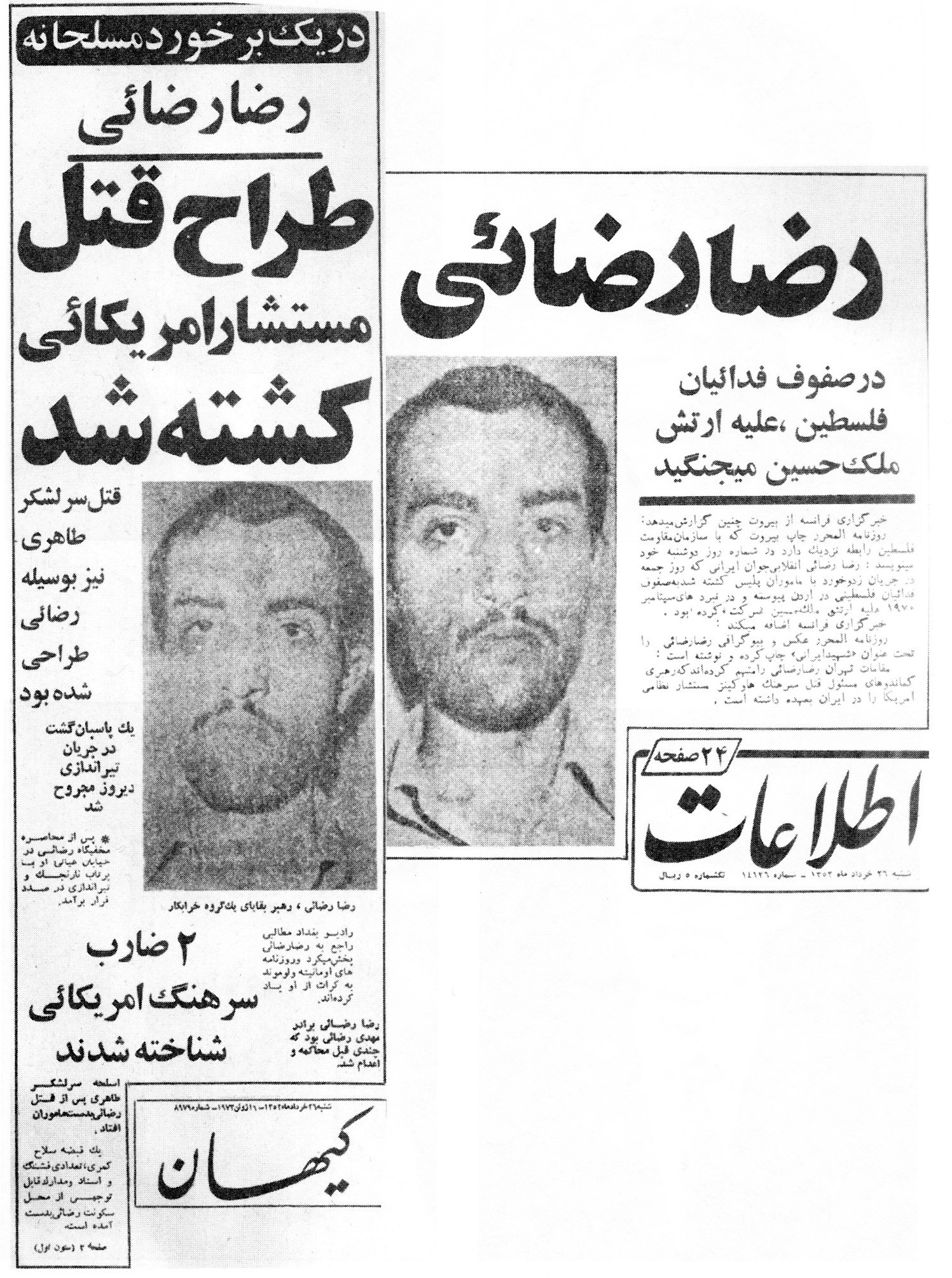
Kayhan-Ettela'at-1973-06-16